# Dia Internacional de Sensibilització envers el Soroll
El Dia internacional de Sensibilització envers el Soroll se celebra l'últim dimecres d'abril de cada any per tal de conscienciar sobre la necessitat de promoure la preservació de l'ambient acústic a nivell internacional, la bona salut auditiva de les persones i sensibilitzar sobre les molèsties i efectes perjudicials que genera el soroll a la salut.
La celebració d'aquest dia prové d'una iniciativa del Center for Hearing and Communication (CHC), organisme no governamental i sense ànim de lucre que ajuda a les persones amb sordesa, que l'any 1996 va establir aquest esdeveniment anual per sensibilitzar i encoratjar la població a fer alguna cosa respecte del soroll i de la contaminació acústica que afecta el nostre dia a dia.
El soroll constitueix el segon factor d'estrès ambiental més perjudicial i, tot i que sovint es descuida en els debats i agendes de salut pública, l'exposició excessiva al soroll constitueix un greu risc per a la salut i uns costos socials elevats, tal com indica l'Organització Mundial de la Salut (OMS).